# Umetna srčna zaklopka
Umetna srčna zaklopka je enosmerna zaklopka, ki jo vstavijo v srce bolnika, da bi nadomestili nepravilno delujočo srčno zaklopko (pri bolezni srčnih zaklopk). 
Človeško srce vsebuje štiri zaklopke: trikuspidalno (trilistno), pulmonalno, mitralno in aortno zaklopko. Njihov glavni namen je, da usmerjajo kri skozi srce in iz srca v glavne krvne žile (pulmonalni trunkus in aorto). Delovanje srčnih zaklopk je lahko moteno iz različnih vzrokov, ki ovirajo pretok krvi skozi zaklopko (stenoza) ali zaradi katerih se kri vrača skozi zaklopko (regurgitacija). Oba procesa obremenjujeta srce in lahko povzročita resne težave, vključno s srčnim popuščanjem.
Umetne srčne zaklopke lahko na splošno razdelimo v tri skupine: mehanska srčna zaklopka, biološka (tkivna) srčna zaklopka in srčna zaklopka iz vzgojenega tkiva. 
Čeprav je nekatere disfunkcionalne zaklopke mogoče zdraviti z zdravili ali jih popraviti, je treba druge nadomestiti z umetnimi zaklopkami. Glavna težava umetnih zaklopk je danes regurgitacija, ki jo povzroča okvara oblike, za kirurško popravilo deformiranih zaklopk pa je večinoma potrebna podpora v prekatu. 

## Vrste umetnih srčnih zaklopk
Tri glavne vrste umetnih srčnih zaklopk so mehanska zaklopka, biološka (bioprotetična/tkivna) zaklopka in zaklopka iz vzgojenega tkiva. V ZDA, Veliki Britaniji in Evropski uniji je najpogostejša vrsta umetne srčne zaklopke biološka zaklopka. Mehanske zaklopke se pogosteje uporabljajo v Aziji in Latinski Ameriki. Podjetja, ki proizvajajo srčne zaklopke, so Edwards Lifesciences,  Medtronic,  Abbott (St. Jude Medical), LivaNova, CryoLife in LifeNet Health.

### Mehanske srčne zaklopke

#### Namen umetnih srčnih zaklopk
Srce vsebuje štiri zaklopke – trikuspidalno, pulmonalno, mitralno in aortno, ki z nenehnim odpiranjem in zapiranjem uravnavajo pretok krvi. Trikuspidalna zaklopka omogoča pretok krvi, ko se ta vrača iz srca v telo. Pulmonalna zaklopka uravnava pretok krvi v pljuča, kjer kri veže kisik. Mitralna zaklopka je zaklopka, skozi katero se srce vrača po prevzemu kisika v pljučih. Skozi aortno zaklopko, ki leži v levem prekatu, kri teče v sistemski obtok. 
Vzroki za poškodbe srčnih zaklopk so različniː starostne spremembe, posledice drugih bolezni, revmatična vročica, okužbe idr.  Na delovanje zaklopk lahko vplivata tudi visok krvni tlak in srčno popuščanje, zaradi katerih se lahko povečajo srce in arterije, ali brazgotinsko tkivo, ki je nastalo pri srčnem napadu ali poškodbi. Pogoste okužbe, ki lahko povzročijo poškodbe srčnih zaklopk, so infekcijski endokarditis in klice, ki vstopijo v srce skozi krvni obtok.

#### Vrste mehanskih zaklopk
Mehanske zaklopke so treh glavnih vrst – s kroglico v kletki, z nagibno ploščico in dvolistne – v izvedbah z različnimi prilagoditvami. Zaklopk s kroglico v kletki več ne vstavljajo, vendar pa s tako zaklopko še vedno živijo številni bolniki. Danes so najpogostejša vrsta mehanskih zaklopk, ki jih vstavljajo bolnikom, dvolistne zaklopke.

##### Zaklopke s kroglico v kletki
Prva umetna srčna zaklopka je bila zaklopka s kroglico v kletki, tj. vrsta krogelnega ventila, v katerem je v kovinsko kletko vstavljena kroglica. Ko se srce skrči in krvni tlak v srčni votlini preseže tlak zunaj votline, tlak potisne kroglico ob steno kletke in omogoči pretok krvi. Ko se krčenje srca konča, tlak v komori pade in kroglica se vrne proti dnu zaklopke, kjer zapre pretok krvi. 
Leta 1952 je Charles A. Hufnagel vsadil srčne zaklopke s kroglico v kletki desetim bolnikom (operacijo jih je preživelo šest), kar je bil prvi dolgoročni uspeh na področju umetnih srčnih zaklopk. Podobno zaklopko sta leta 1960 izumila Miles 'Lowell' Edwards in Albert Starr (običajno jo imenujemo Starr-Edwardsova silastična krogličasta zaklopka). Imela je silikonsko kroglico v metilmetakrilatnem ohišju, privarjenem na obroč. Starr-Edwardsovo zaklopko so pri človeku prvič vstavili 25. avgusta 1960, leta 2007 pa jo je podjetje Edwards Lifesciences prenehalo izdelovati. 
Zaklopke s kroglico v kletki so močno povezane s tvorbo krvnih strdkov, zato potrebujejo bolniki, ki jih imajo, močno antikoagulacijsko zaščito, običajno s ciljnim INR 3,0–4,5.

##### Zaklopke z nagibno ploščico
Prva klinično dostopna zaklopka z nagibno ploščico je bila Bjork-Shileyjeva zaklopka, uvedena leta 1969. Zaklopke z nagibno ploščico, vrsta nihajnega povratnega ventila, so izdelane iz kovinskega obroča, prekritega s tkanino ePTFE. Kovinski obroč z dvema kovinskima nosilcema drži ploščico, ki se odmakne, ko se srce skrči, da se pretoči kri, nato pa se znova primakne, kar prepreči vračanje krvi. Ploščica je običajno izdelana iz izredno trdnega ogljikovega materiala (pirolitični ogljik), ki zaklopki omogoča dolgoletno delovanje brez obrabe. 

##### Dvolistne zaklopke
Dvolistne zaklopke, uvedene leta 1979, sestavljata dva polkrožna lističa, ki se vrtita okoli prečk, pritrjenih na ohišje zaklopke. Imajo večjo odprtino kot zaklopke s kroglico v kletki ali nagibno ploščico, zato je tveganje za nastanek krvnih strdkov pri njih manjše. Občutljive pa so na povratni tok krvi.

#### Prednosti mehanskih zaklopk
Glavna prednost mehanskih zaklopk pred biološkimi zaklopkami je boljša trajnost. Izdelane so iz kovine ali pirolitičnega ogljika in lahko zdržijo od 20 do 30 let.  

#### Slabosti mehanskih zaklopk

##### Motnje strjevanja krvi
Ena glavnih pomanjkljivosti mehanskih srčnih zaklopk je, da so povezane s povečanim tveganjem za nastanek krvnih strdkov. Strdki, ki nastanejo zaradi poškodb rdečih krvnih celic in krvnih ploščic, lahko zamašijo žilje in povzročijo resne posledice. Ljudje z mehanskimi zaklopkami morajo do konca življenja jemati antikoagulanse (sredstva za redčenje krvi), npr. varfarin.
Mehanske srčne zaklopke lahko povzročijo tudi mehansko hemolitično anemijo, ki nastane zaradi poškodb rdečih krvnih celic ob prehodu skozi zaklopko.

##### Hrup
Nekateri bolniki z mehanskimi zaklopkami slišijo ob zaprtju zaklopke klike, kar je za nekatere moteče.

##### Kavitacija
Kavitacija pomeni hitro nastajanje hlapnih mikromehurčkov v tekočini zaradi lokalnega padca tlaka pod tlak uparjanja pri dani temperaturi. Kavitacija v krvi lahko povzroči mehansko odpoved srčne zaklopke, zato je preskušanje na kavitacijo bistveni del postopka preverjanja zasnove zaklopke.

##### Mehanika tekočin
Številne zaplete, povezane z mehanskimi srčnimi zaklopkami, je mogoče razložiti s pomočjo mehanike tekočin. Tvorba krvnega strdka je na primer stranski učinek visokih strižnih obremenitev, ki jih povzroča zasnova zaklopke. Z inženirske perspektive bi idealna srčna zaklopka povzročila minimalne padce tlaka, imela minimalno regurgitacijo ter karseda zmanjšala turbulenco in pojavljanje velikih obremenitev ter ne bi povzročala ločevanja pretoka v svoji okolici.

###### Zavrnitev tujka in neprilagajanje rasti
Ob vstavitvi mehanske zaklopke bo prišlo do zavrnitve tujka. Kri lahko koagulira, kar sčasoma privede do hemostaze. Uporaba antikoagulacijskih zdravil je za preprečevanje tromboze nujna.
Mehanske zaklopke včasih povzročajo okužbe. Te je zelo težko zdraviti, razen z zamenjavo srčnih zaklopk. 
Mehanske zaklopke se ne morejo prilagajati spremembam, kakršna je rast telesa. Če se velikost srca spremeni, je treba zaklopko pri bolniku zamenjati. 

### Biološke (tkivne) zaklopke
Biološke zaklopke so običajno izdelane iz živalskega tkiva (heterograft/ksenograft), opetega na kovinskem ali polimernem nosilcu. Najpogosteje se uporablja goveje (kravje) tkivo, nekatere pa so narejene iz prašičjega tkiva.  Tkivo se obdela, da se preprečita zavrnitev in poapnitev (kopičenje kalcija na nadomestni zaklopki, ki prepreči njeno pravilno delovanje).
Občasno se uporabljajo alternative zaklopkam iz živalskega tkiva: aortni homografti in pljučni avtografti. Aortni homograft je aortna zaklopka človeškega darovalca, ki je bila odvzeta bodisi po njegovi smrti bodisi ob presaditvi srca. Pulmonalna avtotransplantacija, znana tudi kot Rossov postopek, je poseg, pri katerem se aortna zaklopka odstrani in nadomesti z bolnikovo lastno pulmonalno zaklopko (zaklopko med desnim prekatom in pulmonalnim trunkusom). Za nadomestitev bolnikove lastne pulmonalne zaklopke se nato uporabi pulmonalni homograft (pulmonalna zaklopka, odvzeta iz trupla). Ta postopek so prvič izvedli leta 1967 in se uporablja predvsem pri otrocih, saj omogoča rast bolnikove lastne pulmonalne zaklopke (zdaj v aortnem položaju) skupaj z otrokom.  

#### Prednosti bioloških srčnih zaklopk
Nastajanje krvnih strdkov je pri bioloških srčnih zaklopkah manj verjetno kot pri mehanskih zaklopkah, zato pri tovrstnih zaklopkah vseživljenjska antikoagulacija ni potrebna. Bolniki z biološkimi srčnimi zaklopkami so zato manj nagnjeni h krvavitvam kot bolniki z mehanskimi zaklopkami.

#### Slabosti bioloških srčnih zaklopk
Tkivne zaklopke so manj trpežne kot mehanske in običajno zdržijo od 10 do 20 let. To pomeni, da je pri bolnikih z biološkimi srčnimi zaklopkami večje tveganje, da bodo v življenju potrebovali še eno zamenjavo aortne zaklopke. Biološke srčne zaklopke se pri mlajših bolnikih pogosto hitreje okvarijo.
Pred kratkim so znanstveniki razvili novo napredno tehniko shranjevanja tkiv, da bi izboljšali trajnost bioloških srčnih zaklopk. V raziskavah na ovcah in kuncih je bilo tkivo, shranjeno po tem novem postopku (imenovano tkivo RESILIA), manj poapnelo kot kontrolno tkivo.  Zaklopka, ki vsebuje to tkivo, se trži, vendar še niso na voljo podatki o njeni dolgoročni trajnosti pri bolnikih.
Trenutne biološke srčne zaklopke ne zdržijo zelo dolgo in sčasoma poapnijo. Ob tem postanejo lističi zaklopke togi in se zadebelijo, zato se ne morejo popolnoma zapreti. Poleg tega biološke zaklopke ne morejo rasti ali se prilagajati bolniku. Pri otroku je tako treba biološko zaklopko večkrat zamenjati, da ustreza njegovi telesni rasti. 

### Zaklopke iz vzgojenega tkiva
Raziskovalci že več kot 30 let poskušajo vzgajati srčne zaklopke in vitro. Proizvodnja tovrstnih zaklopk obsega sejanje človeških celic na ogrodje. Dve glavni vrsti ogrodja sta naravno ogrodje, npr. decelularizirano tkivo, in ogrodje iz razgradljivih polimerov. Ogrodje deluje kot zunajcelični matriks in usmerja rast tkiva k pravilni 3D-zgradbi srčne zaklopke. Nekatere srčne zaklopke, izdelane s tkivnim inženirstvom, so klinično preskusili, vendar ni nobena na voljo na trgu. 

#### Modeliranje in 3D-tiskanje srčnih zaklopk
Srčne zaklopke, izdelane po postopkih tkivnega inženirstva, so običajno prilagojene bolniku in morajo biti zasnovane vnaprej. Modeliranje zdravniku omogoča oblikovanje ustrezne srčne zaklopke glede na bolnikovo telesno stanje. 3D-tiskanje se uporablja zaradi velike natančnosti pri ravnanju z različnimi biomateriali. Pripomore lahko k preprečevanju napak, ki se lahko pojavijo pri izdelavi zaklopk. Za pravilno delovanje zaklopk je zelo pomembna njihova zgradba, 3D-tiskanje pa je najboljši način za njihovo proizvodnjo. Najpomembnejša tehnika 3D-tiska pri izdelavi srčne zaklopke je mikroodtiskovanje. Omogoča razporeditev celic v vnaprej zasnovani 3D-zgradbi za ustrezno delovanje zaklopke. 

#### Nanovlakna kot ogrodje za zaklopke iz vzgojenega tkiva
Nanovlakna so biološko razgradljiv umetni material, ki zagotavlja dobro ogrodje za rast celic. Površina nanovlaken zagotavlja primerno okolje za njihovo pritrditev. Čeprav ima večina zdravil dolgo beljakovinsko verigo, se še vedno dobro oprimejo površine nanovlaken. Nanovlakna se zato uporabljajo kot ogrodje pri mišično-skeletnem tkivnem inženirstvu in kot nosilec pri nadzorovanem sproščanju zdravil, DNA in beljakovin.

#### Vrste celic, ki se uporabljajo v tkivnem inženirstvu
Celice, ki se uporabljajo za izdelavo srčnih zaklopk s tkivnim inženirstvom, naj bi izločale zunajcelični matriks (ECM). Zunajcelični matriks zagotavlja podporo za ohranjanje oblike zaklopk in določa aktivnosti celic. Pri izdelavi srčnih zaklopk se običajno uporabljajo tri vrste celic: izvorne celice, progenitorske celice in diferencirane celice. Te celice se lahko za povečanje prilagodljivosti zaklopk pridobijo iz telesa posameznih bolnikov ali njihovega krvnega obtoka. 

#### Izzivi, povezani z zaklopkami iz vzgojenega tkiva
Znanstveniki znajo zdaj ustvariti zgradbi srčnih zaklopk podobno tkivo. Ker pa v zaklopkah, izdelanih iz vzgojenega tkiva, primanjkuje živih celic, zaklopke bodisi ne delujejo kot naravne srčne zaklopke bodisi delujejo, ko so vstavljene, vendar se razmeroma hitro okvarijo. Okvaro celic je brez zamenjave srčnih zaklopk zelo težko popraviti. Raziskave so usmerjene k izdelavi trajnejših zaklopk iz vzgojenega tkiva, vendar lahko za zdaj delujejo in se prilagajajo samo naravne zaklopke. 

#### Prihodnost zaklopk iz vzgojenega tkiva
Srčne zaklopke iz vzgojenega tkiva naj bi imele naslednje lastnosti: antitrombogenost, biokompatibilnost, trpežnost, odpornost proti poapnevanju in fiziološki hemodinamski profil. Zaklopka naj bi tudi rastla s človeškim telesom. 
Za dosego teh ciljev je treba skrbno izbrati ogrodje. Na voljo so tri glavne možnosti: decelularizirani ECM (ksenografti ali homografti), naravni polimeri in umetni polimeri. Za izbiro najprimernejšega materiala moramo upoštevati naslednje vidike: 1. Interakcija celic in ogrodja. 2. Izdelava materialov in vpliv na 3D-zgradbo. 3. Trajnost ogrodja. 

### Razlika med mehanskimi in biološkimi zaklopkami
Mehanske in biološke zaklopke so izdelane iz različnih materialov. Materiala, ki se uporabljata za izdelavo mehanskih zaklopk, sta titan in ogljik. Tkivne zaklopke so sestavljene iz človeškega ali živalskega tkiva. Zaklopke iz človeškega tkiva, znane kot alotransplantati ali homografti, izvirajo iz src darovalcev. Zaklopke iz živalskih tkiv, kot so prašičji, goveji in konjski modeli, so zaščitene z raztopino za shranjevanje. 
Obe vrsti zaklopk se razlikujeta tudi po zgradbi. Mehanske zaklopke običajno sestavljajo dva lističa in obroč iz pletene tkanine, ki obkroža kovinski obroč. Biološke zaklopke so obdane z obročem iz pletene tkanine, prišitim na srce. 

### Izbira umetne zaklopke
Izbira umetnih zaklopk je odvisna od dejavnikov, kot so starost bolnika, telesna kondicija, druga zdravila idr.   Bolniki morajo pri izbiri umetne zaklopke vedno upoštevati zdravnikova priporočila. 
Mehanske zaklopke so lahko boljša izbira pri mlajših (mlajših od 65 let) bolnikih in bolnikih s tveganjem za okvaro zaklopke zaradi dotrajanosti. Priporočljive so tudi pri bolnikih, ki že jemljejo varfarin, in tistih, ki bi jih ponovna operacija za zamenjavo zaklopke ogrozila.  
Biološke zaklopke so primernejše pri starejših bolnikih, saj zaklopke pri njih morda ne bo treba zamenjati do smrti. Zaradi tveganja za nastanek krvnih strdkov na mehanskih zaklopkah in hude krvavitve kot glavnega neželenega učinka jemanja zdravil za redčenje krvi lahko biološke zaklopke pridejo v poštev tudi pri ljudeh s tveganjem za krvavitev, ki niso pripravljeni jemati varfarina. Drugi bolniki, pri katerih so morda primernejše tkivne zaklopke, so tisti, pri katerih so načrtovane druge operacije in niso pripravljeni jemati zdravil za redčenje krvi. O bioloških zaklopkah lahko razmislijo tudi bolnice, ki načrtujejo nosečnost, saj je jemanje varfarina v nosečnosti tvegano. 

## Funkcionalne zahteve pri umetnih srčnih zaklopkah
Umetna srčna zaklopka bi morala idealno delovati kot naravna srčna zaklopka. Delujoče naravne srčne zaklopke so povezane s številnimi prednostmi: 
- Minimalna regurgitacija – to pomeni, da je količina krvi, ki se vrača skozi zaklopko, ko se ta zapre, majhna. Nekaj valvularne regurgitacije, do približno 5 ml na utrip, je neizbežne in naravne,[45] vendar lahko več bolezni srčnih zaklopk (npr. revmatični endokarditis) privede do klinično pomembne valvularne regurgitacije. Želena značilnost umetnih srčnih zaklopk je, da je regurgitacija v celotnem območju fiziološke funkcije srca minimalna.
- Minimalni gradient transvalvularnega tlaka – kadar koli tekočina teče skozi zožitev, npr. zaklopko, nad zožitvijo nastane gradient tlaka. Ta gradient tlaka je posledica povečanega upora proti pretoku skozi zožitev. Pri naravnih srčnih zaklopkah je gradient transvalvularnega tlaka majhen, običajno manjši od 16 mmHg, saj pretok ovirajo le malo. Zaželena lastnost umetnih srčnih zaklopk je čim manjši gradient transvalvularnega tlaka.
- Netrombogenost – naravne srčne zaklopke so opete z endotelijem, primerljivim z endotelijem, ki obdaja srčne votline, zato običajno niso trombogene (tj. ne povzročajo krvnih strdkov). Krvni strdki so lahko nevarni, ker se lahko oblikujejo v manjših arterijah (npr. koronarnih arterijah, kar lahko privede do miokardnega infarkta, ali možganskih arterijah, kar lahko privede do možganske kapi). Zaželena lastnost umetnih srčnih zaklopk je, da niso trombogene ali da so le minimalno trombogene.
- Samoobnavljanje – lističi zaklopke ohranijo nekaj sposobnosti za popravilo zaradi regeneracijskih celic (npr. fibroblastov) v vezivnem tkivu, iz katerega so sestavljeni. Ker človeško srce v običajni življenjski dobi človeka utripne približno 3,4 × 109-krat, je ta omejena, vendar kljub temu prisotna sposobnost popravila ključnega pomena. Trenutno nima lastnosti samoobnavljanja nobena umetna srčna zaklopka, vendar bodo take lastnosti morda nekoč imele zaklopke iz vzgojenega tkiva.[36]
- Hitri dinamični odziv.

## Popravilo umetnih srčnih zaklopk
Umetne srčne zaklopke naj bi delovale od 10 do 30 let, v tem času pa se pri bolniku pogosto vstavi nova srčna zaklopka.
Najpogostejše težave z umetnimi srčnimi zaklopkami so različne oblike degeneracije, vključno s kodranjem lističev, ishemično patologijo mitralne zaklopke in manjšim podaljšanjem hord.
Postopek popravila regurgitacije umetne srčne zaklopke (mitralne ali trikuspidalne regurgitacije) in stenoze običajno zahteva kirurški poseg na odprtem srcu, in sicer se največkrat opravi delna zamenjava regurgitantne zaklopke. Ustrezno popravilo umetnih srčnih zaklopk omogočajo številne inovacije. 
Pri splošnem postopku podprtja umetne srčne zaklopke s pomočjo sodobnega izuma, npr. pripomočka za prilagajanje razdalj znotraj zaklopke, se podporna zasnova najprej poveže in nato pritrdi na obroč zaklopke ali pa že ima raztegljivi sidrni stebrič. Sidro je v nameščenem stanju večinoma postavljeno pravokotno glede na vzdolžno os. Za odpiranje in zapiranje lističa se stebrič nato za podporo poveže z enim od lističev zaklopke. Pri vseh vrstah pripomočkov za popravilo se lahko stebrič namesti skupaj s prilagodljivim nateznim elementom, na primer naravno ali umetno vrvjo. Lahko pa vrsta neposredne povezave vključuje raztegnitev vzmeti od stebriča v dva bližnja lističa za oblikovanje mostu s središčnimi deli lističev. Druge oblike podpornih povezav vključujejo tudi zgoraj opisane umetne pritrditve za horde ali stebriče. 
Čeprav so metode sedanjih izumov namenjene krčenju obroča umetne srčne zaklopke, zlasti za zdravljenje regurgitacije zaklopke, bodo te inovacije morda širše uporabne. Še zlasti se lahko v drugih okoliščinah uporabi pripomoček za namestitev sponke, na primer za prenos več zaporednih sponk naravnost ali ukrivljeno, da se zategne tkivo ali po želji poveže pritrdilni del tkiva. 
Postopki in sistemi za uporabo sodobnih inovacij so na splošno zasnovani za priročnost pri transvaskularnih, minimalno invazivnih in drugih kirurških posegih za izboljšanje učinkovitosti namestitve terapevtskega aparata. 
Raziskovalci razvijajo katetrizacijsko kirurško tehniko, ki bo omogočila popravilo umetnih srčnih zaklopk brez zarezovanja, imenovano tudi "perkutano", poleg tega za izdelavo upogljivih zaklopk uporabljajo polimere, obenem pa ohranjajo prednosti zdajšnjih komercialnih mehanskih in bioloških zaklopk.